# Грахов Яків Дмитрович
Яків Дмитрович Грахов (початок 1800-х — друга половина 1860-х) — діяч освіти, науки, культури Півдня України середини ХІХ ст.

## Біографія
Грахов по «Табели о рангах» був колезьким радником, у 1846—1862 роках — директор єдиної у Катеринославі (до 1865) класичної чоловічої гімназії та одночасно виконував обов'язки директора усіх початкових училищ Катеринославської губернії.
Під час його директорства гімназією було побудоване нове приміщення гімназії на Соборній площі. Цей будинок зберігся у Дніпрі, нині він належить Дніпропетровській медичній академії, є пам'яткою історії та архітектури.
У 1849 році за ініціативою губернатора А. Фабра та Я. Грахова у Катеринославі був відкритий «Музеум древностей Екатеринославской губернии», який був один з перших музеїв на теренах Південної України. Його заснування поклало початок створенню колекції сучасного історичного музею ім. Д. Яворницького. Грахов був його першим директором до 1862 року. До музею він передав цінні колекції російських та іноземних монет, мінералів — зразків гірничих порід, рідкісних палеонтологічних знахідок, книг.

## Наукова діяльність
Я. Д. Грахов займався літературною працею, був членом різних наукових товариств. Перекладав статті з хімії та мінералогії для «Горного журнала» (1832, 1835 і 1836), у 1843 році в перекладі з німецької надрукував «Ручную книгу для хозяйственного обращения с лесами», за що отримав половину премії від Міністерства державного майна. У 1845—1855 роках публікував наукові статті у журналах Міністерства державного майна та Міністерства народної освіти, в газеті «Екатеринославские губернские ведомости», яку цензурував.
З ініціативою Я. Грахова при пансіоні гімназії у 1849 році було створено обсерваторію для метеорологічних спостережень. Інформацію про кліматичні зміни в Катеринославі за 1849—1855 роки він надсилав до Імператорського руського географічного товариства.
У 1853 році склав «Статистико-географический очерк Екатеринославской губернии» і подав його в Імператорське руське географічне товариство, яке у грудні 1854 обрало його своїм дійсним членом.
Учням він запам'ятався тим, що активно використовував основний на той час педагогічний виправний засіб — лозину.